# 톰 웰링
톰 웰링(Tom Welling, 1977년 4월 26일 ~ )은 미국의 배우, 감독, 프로듀서, 모델이다. The WB·The CW의 드라마 《스몰빌》에서 클라크 켄트 역으로 잘 알려져 있다.
고등학교 시절 운동 선수였으며, 졸업 후 건설업에 종사하였다. 1998년부터는 모델로 활동하기 시작하였으며, 2000년부터는 텔레비전에 출연하여 배우로도 활동을 시작하였다. 2001년부터 출연한 《스몰빌》에서 맡은 클라크 켄트 역으로 여러 상을 수상하거나 후보로 지명되었다. 같은 해에 출연한 《저징 에이미》에서 6개 에피소드에 출연하였다. 웰링은 또한 영화 《열두명의 웬수들》 (2003), 《열두명의 웬수들 2》 (2005), 《더 포그》 (2005), 《더 파크랜드》 (2013), 《드래프트 데이》 (2014)에도 출연하였다.

## 성장 과정
웰링은 1977년 4월 26일 뉴욕주 퍼트넘밸리에서 태어났다. 형제자매는 리베카와 제이미라는 누나와 마크라는 남동생이 있다. 아버지는 제너럴 모터스에서 근무했다. 아버지의 은퇴 후 가족은 위스콘신주 제인즈빌로 이주했고, 그 후 미시간주로 이주하여 그곳에 있는 오키모스 고등학교를 다녔다. 고등학교 시절, 웰링은 야구와 농구에 열중하였다. 졸업 후에는 건설 현장에서 일했다.

## 경력
1998년, 웰링이 참석했던 낸터킷의 파티에서 카탈로그 카메라 스카우트에 의해 발탁되어 모델 제안을 받았다. 2000년까지 루이사 모델링 에이전시의 소속이 되어 모델 활동을 하였으며, 로스앤젤레스로 이주하여 토미 힐피거, 애버크롬비 & 피치, 캘빈 클라인 등의 브랜드에서 인쇄 광고 캠페인의 모델이 되었다. 한편, 배우로도 경력을 쌓기 시작하였으며, 2000년에는 앤절라 비아의 싱글 "Picture Perfect" 뮤직비디오에 출연하였다. 웰링은 모델 일을 좋아하지 않았으며, 다양한 감정 표현을 하고 싶어 연기를 추구하였다고 한다. 웰링은 《프렌즈》의 태그 존스 역에 오디션을 보았지만, 결국 에디 케이힐이 캐스팅되었다. 첫번째로 주요 역을 맡은 《저징 에이미》에서는 에이미 브레너먼이 관심을 가지고 있는 젊은 남자 롭 멜처 역을 맡아 2001년에 방송되었다. 원래 3개의 에피소드에만 출연을 하려고 했으나, 3개가 연장되어 6개 에피소드에 출연하였다. 또한 웰링은 UPN의 《스페셜 유닛 2》에서 작은 역할을 맡았으며, 폭스 방송의 《언디클레어드》의 파일럿 에피소드에도 출연했다.

## 출연작 목록

### 영화
| 연도 | 제목              | 원제                   | 배역          | 비고 |
| ---- | ----------------- | ---------------------- | ------------- | ---- |
| 2003 | 열두명의 웬수들   | Cheaper by the Dozen   | 찰리 베이커   |      |
| 2005 | 더 포그           | The Fog                | 닉 캐슬       |      |
| 2005 | 열두명의 웬수들 2 | Cheaper by the Dozen 2 | 찰리 베이커   |      |
| 2013 | 더 파크랜드       | Parkland               | 로이 켈러먼   |      |
| 2014 | 드래프트 데이     | Draft Day              | 브라이언 드루 |      |
| 2016 | 더 초이스         | The Choice             | 라이언 매카시 |      |

### 텔레비전 드라마
| 연도    | 제목          | 원제            | 배역               | 비고                                           |
| ------- | ------------- | --------------- | ------------------ | ---------------------------------------------- |
| 2001    | 저징 에이미   | Judging Amy     | 롭 멜처            | 6회분 출연                                     |
| 2001    | 스페셜 유닛 2 | Special Unit 2  | 남성 피해자        | "The Depths" 에피소드                          |
| 2001    | 언디클레어드  | Undeclared      | 톰                 | "Prototype" 에피소드                           |
| 2001-11 | 스몰빌        | Smallville      | 칼엘 / 클라크 켄트 | 주연                                           |
| 2017-19 | 루시퍼        | Lucifer         | 마커스 피어스      | 시즌3 주연                                     |
| 2019    | 배트우먼      | Batwoman        | 클라크 켄트 / 칼엘 | "Crisis on Infinite Earths: Part Two" 에피소드 |
| 2020    | 프로페셔널스  | Professionals   | 빈센트 코보        | 주연                                           |
| 2022    | 더 윈체스터스 | The Winchesters | 새뮤얼 캠벨        | 3회분 출연                                     |